# دوشکو مردولیاش
دوشکو مردولیاش (انگلیسی: Duško Mrduljaš؛ زادهٔ ۱۷ ژوئیهٔ ۱۹۵۱) قایقران روئینگ اهل کرواسی است.